# Celebration (Florida)
Celebration ist eine Planstadt und ein census-designated place (CDP) im Osceola County im US-Bundesstaat Florida. Das U.S. Census Bureau hat bei der Volkszählung 2020 eine Einwohnerzahl von 11.178 ermittelt. Der Ort wurde 1994 von der Walt Disney Company realisiert. Er befindet sich in der Nähe des Walt Disney World Resort.

## Geographie
Celebration befindet sich rund 10 km westlich von Kissimmee sowie etwa 20 km südlich von Orlando. Der CDP wird von der Interstate 4, vom U.S. Highway 192 (SR 530) sowie von der Florida State Road 417 (Central Florida GreeneWay) durchquert bzw. tangiert.

## Geschichte
Celebration wurde auf dem Grund der Walt Disney Company erbaut; die Fläche lag zuvor brach. Osceola County wurde außer der Nähe zum Walt Disney World Resort auch aus steuerlichen Gründen gewählt. Städtebauliche Maxime war die Schaffung eines Nachbaus einer historischen Stadt wie Savannah, Nantucket oder Charleston.
Die ersten Bewohner kamen 1996. Sie haben keine Vergünstigungen bei der Walt Disney Company. Das Stadtleben wird durch ein 70-seitiges Musterbuch geregelt. Auch das Schulwesen wird vom Disney-Konzern gelenkt. 2004 wurde das Stadtzentrum vom Disney-Konzern an einen privaten Immobilieninvestor aus New York City verkauft. 2008 traf die Finanzkrise die damals 11.000 Einwohner zählende Gemeinde. In der ersten Hälfte des Jahres 2010 waren 106 Familien gezwungen, ihre Häuser zu veräußern. Das örtliche Kino musste schließen.

## Demographische Daten
Laut der Volkszählung 2010 verteilten sich die damaligen 7427 Einwohner auf 4086 Haushalte. Die Bevölkerungsdichte lag bei 269,1 Einw./km². 91,0 % der Bevölkerung bezeichneten sich als Weiße, 1,5 % als Afroamerikaner, 0,2 % als Indianer und 3,2 % als Asian Americans. 1,7 % gaben die Angehörigkeit zu einer anderen Ethnie und 2,2 % zu mehreren Ethnien an. 11,2 % der Bevölkerung bestand aus Hispanics oder Latinos.
2010 lebten in 36,6 % aller Haushalte Kinder unter 18 Jahren sowie 17,7 % aller Haushalte Personen mit mindestens 65 Jahren. 71,5 % der Haushalte waren Familienhaushalte (bestehend aus verheirateten Paaren mit oder ohne Nachkommen bzw. einem Elternteil mit Nachkomme). Die durchschnittliche Größe eines Haushalts lag bei 2,61 Personen und die durchschnittliche Familiengröße bei 3,08 Personen.
27,7 % der Bevölkerung waren jünger als 20 Jahre, 23,6 % waren 20 bis 39 Jahre alt, 32,4 % waren 40 bis 59 Jahre alt und 16,3 % waren mindestens 60 Jahre alt. Das mittlere Alter betrug 39 Jahre. 47,6 % der Bevölkerung waren männlich und 52,4 % weiblich.
2010 lebten 4,1 % der Bevölkerung unter der Armutsgrenze. Im Jahr 2000 war Englisch die Muttersprache von 93,85 % der Bevölkerung, Spanisch sprachen 4,30 % und 1,84 % sprachen Italienisch.

## Architekturgeschichtliche Relevanz

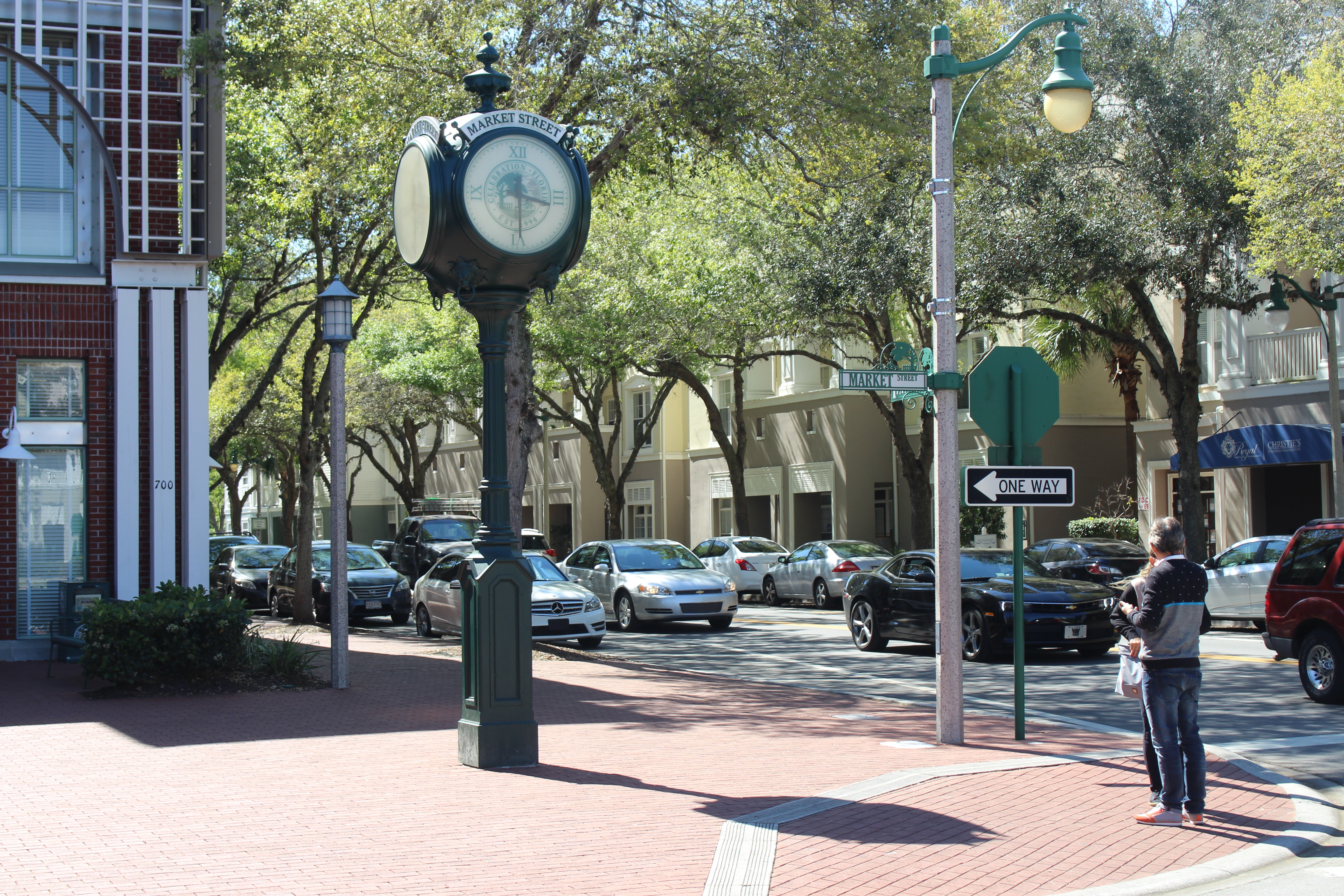
Straßenzug mit Uhr

1965 beschrieb Charles Willard Moore in einem Aufsatz in Perspecta, der Architekturzeitschrift der Yale University, das ursprüngliche Freizeitzentrum Disneyland als „wichtigstes zusammenhängendes Stück Architektur der letzten Jahrzehnte“ im amerikanischen Westen. Vor allem die autofreie Idylle von Main Street, USA beeindruckte im völlig auf den Individualverkehr orientierten Los Angeles als ein nostalgisches Gegenbild humanerer Urbanität. 
Die Diskussion wurde durch die Realisierung von Celebration im Sinne eines New Urbanism aktualisiert, die einflussreiche Architekturzeitschrift Domus widmete Celebration etwa im November 1996 eine Sondernummer (Nr. 787), die Architekturbiennale 1996 in Venedig präsentierte die Planstadt des Disney-Konzerns prominent im amerikanischen Pavillon.
Die Disneystadt bietet ähnlich Seaside in Florida, (dem Drehort von The Truman Show) oder Port Grimaud in Frankreich ein Beispiel einer hochtechnisierten Kleinstadtidylle für die obere Mittelschicht und dokumentiert so auch Wesenszüge der Postmoderne. Ein ungewöhnliches Bauwerk in Celebration ist ein Freileitungsmast in Form einer stilisierten Micky Maus, der sogenannte Mickeymast.

## Walt Disneys Vorstellung der perfekten Stadt
Mitte der 1960er Jahre entwarf Disney mit Epcot (Experimental Prototype Community of Tomorrow) eine (ideale) Stadt der Zukunft, die allerdings so nie realisiert wurde, sondern lediglich als Themenpark umgesetzt wurde. Es sollte nicht nur eine Planstadt sein, sondern auch eine vom Disney-Konzern kontrollierte Stadt werden. Damit einhergehend bedeutete Disneys Plan auch die Privatisierung einer Vielzahl staatlicher Aufgaben. Die Planungen für Epcot sahen eine komplette städtische Infrastruktur vor – in ökonomischer, sozialer und technischer Hinsicht. Das Ziel war es, ein „privatwirtschaftliches Modell der sozialen Organisation eines Gemeinwesens [zu] schaffen“. Neben der Absicht, die Stadt als Wirtschaftsprojekt durch den Disney-Konzern kontrollieren zu lassen, stellte sich Disney eine umfassende Reglementierung des Gemeinwesens bis hin zu Vorschriften über Kleidung und Verhalten vor sowie die Beschneidung der demokratischen Rechte der Einwohner Epcots. Über Epcot sagte Disney:

“It will be a planned, controlled community, a showcase of American industry […]. There will be no landowners and therefore no voting control. People will rent houses instead of buying them, and at modest rentals. There will be no retirees. Everyone must be employed. One of our requirements is that the people who live in Epcot must help to keep it alive.”

„Es wird eine geplante, kontrollierte Gemeinschaft sein, ein Schaufenster der amerikanischen Industrie […]. Es wird keine Grundbesitzer geben und daher keine Stimmrechtskontrolle. Die Leute werden Häuser mieten, anstatt sie zu kaufen, und zu bescheidenen Mieten. Es wird keine Rentner geben. Jeder muss angestellt sein. Eine unserer Anforderungen ist, dass die Menschen, die in Epcot leben, dazu beitragen müssen, dass es am Leben bleibt.“

## Celebration als utopisches Stadtmodell

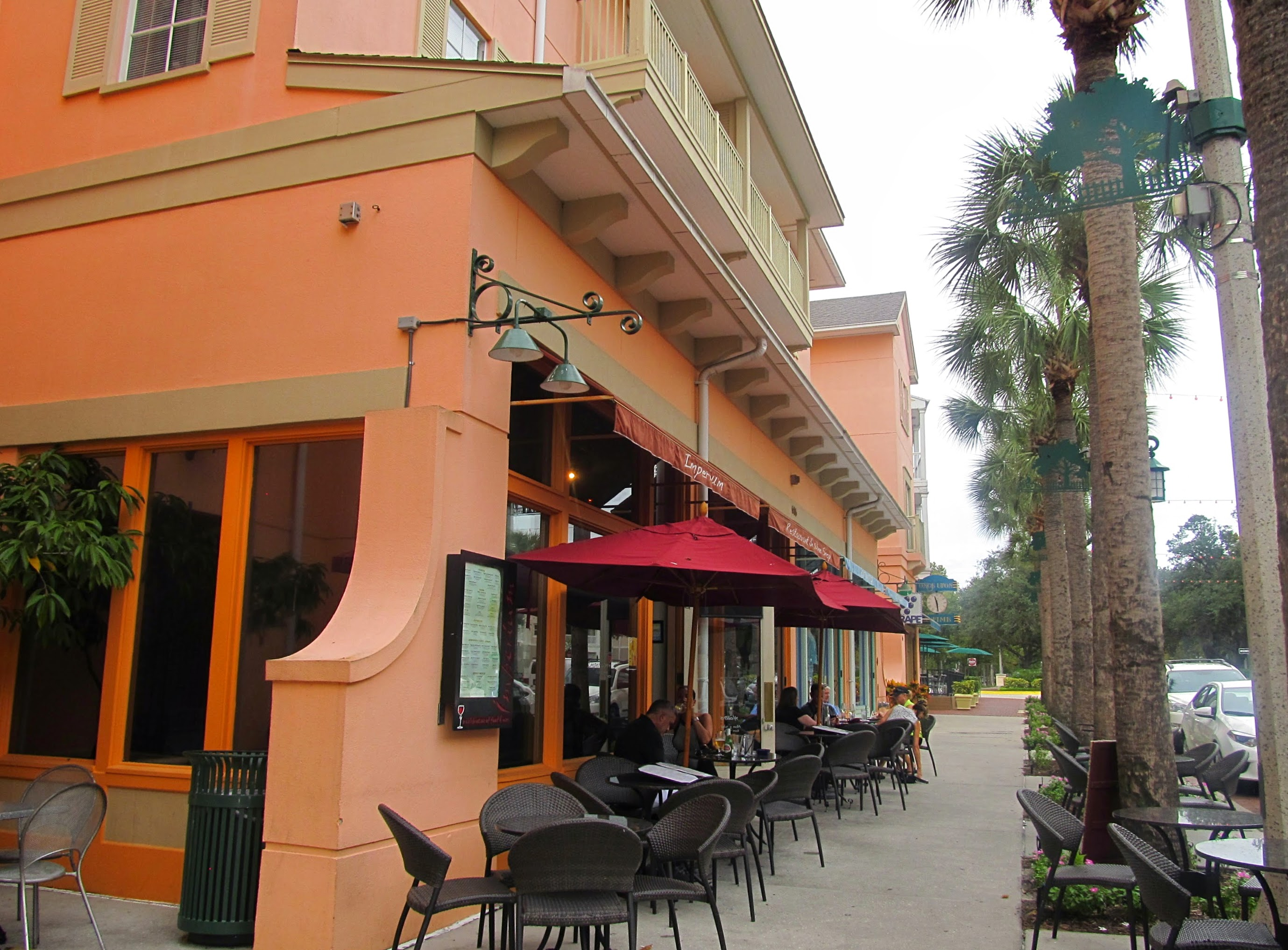
Straßencafé

Celebration belebt Walt Disneys Vision wieder. Konzeptionell als „ideale Stadt“ angedacht, ist Celebration als Kleinstadt im Stil von Main Street USA geplant, die nach Disneys Vorstellungen maximal 20.000 Einwohner haben soll. Für die Ausgestaltung der Häuser existieren enge Vorgaben, von denen keine Abweichung möglich ist. Die Kleinstadtidylle soll durch optische Harmonie gewährleistet werden.
Im Gegensatz zu den futuristischen Planungen für Epcot orientiert sich Celebration eher an der Vergangenheit. Die Stadtkonzeption verkörpert eine Rückbesinnung auf uramerikanische Werte von Nachbarschaft und Gemeinschaft, es gibt also auch keine Umzäunung wie bei den Gated Communitys. Das Gemeinwesen in Celebration wird weitreichend vom Disney-Konzern reglementiert, eine demokratisch gewählte Bürgervertretung in Form eines Stadtparlaments mit Bürgermeister existiert nicht, und die administrativen Aufgaben sind zum Teil privatisiert. Jeder neue Bewohner muss sich vertraglich verpflichten, Disneys Regelwerk anzuerkennen, was unter anderem eine neunmonatige Anwesenheitspflicht einschließt. Des Weiteren gibt der Konzern Verhaltensregeln vor, die etwa Umbauten an den Häusern untersagen oder die Ausgestaltung des Gartens und die Gardinenfarbe vorschreiben.

## Kritik an Celebration
An der Konzeption von Celebration wird grundsätzlich das Fehlen demokratischer Strukturen bemängelt, was durch Disneys Reglementierung der Bürger im Privaten durch die vertraglich fixierten Verhaltensregeln verschärfend flankiert wird. Claus Leggewie konstatiert: „Der ‚öffentliche Diskurs‘ in Celebration ist ebenso durchorchestriert wie die Haus- und Gartenarchitektur.“ Daneben kritisiert Frank Roost generell Disneys Bestreben, eine ideale Stadt der Zukunft mit dem dazugehörigen unter Kontrolle des Konzerns stehendes Gemeinwesen, unterwerfen zu wollen.
Im Jahr 2000 veröffentlichte die englische Rockband Chumbawamba auf ihrem Album WSIWYG den sozialkritischen Song Celebration, Florida.  